# جبريل موراليس
جبريل موراليس (بالإسبانية: Gabriel Morales)‏ (29 أبريل 1994 بروساريو في الأرجنتين - ) هو لاعب كرة قدم أرجنتيني في مركز الوسط.

## وصلات خارجية
- جبريل موراليس على موقع قاعدة بيانات كرة القدم.إي يو (الإنجليزية)
- جبريل موراليس على موقع Soccerway.com (الإنجليزية)